# Юный Вертер
«Юный Вертер» (англ. Young Werther) — будущая канадская романтическая комедия режиссёра Жозе Луренсо, с Дугласом Бутом, Элисон Пилл, Айрис Апатоу и Патриком Джей Адамсом в главных ролях. Режиссёрский дебют Луренсо, В основе сюжета роман Иоганна Вольфганга фон Гёте «Страдания юного Вертера» 1774 года.

## Сюжет
Действие фильма перенесено в наши дни. История очаровательно безответственного и восторженного молодого человека по имени Вертер, который оказывается во власти Шарлотты, чья привлекательность и преданность своему впечатляющему жениху Альберту переворачивает жизнь Вертера с ног на голову.

## В ролях
- Дуглас Бут — Вертер
- Элисон Пилл — Шарлотта
- Айрис Апатоу
- Патрик Дж. Адамс

## Производство
В мае 2023 года стало известно, что Бут, Пилл, Апатоу и Адамс вошли в актёрский состав фильма.
Съёмки проходили в LIUNA Station в июне 2023 года.
В октябре 2023 года было объявлено, что съёмки были завершены до забастовки SAG-AFTRA 2023 года.